# Sites préhistoriques Jomon du nord du Japon
Les sites préhistoriques Jomon du nord du Japon (北海道・北東北の縄文遺跡群) forment depuis 2021 un bien du Patrimoine mondial rassemblant dix-sept sites archéologiques de la période Jōmon, situés dans le sud de l'île d'Hokkaidō et le nord de la région du Tōhoku, au Japon.

## Période Jōmon
La période Jōmon rassemble les cultures archéologiques de chasseurs-pêcheurs-cueilleurs sédentaires qui se sont développées au Japon d'environ 13000 à 400 av. J.-C. Elles se caractérisent notamment par des pots laqués, des tablettes d’argile avec l’empreinte de pieds, par les figurines Dogū en terre cuite, ainsi que par de grands cercles de pierres atteignant des diamètres de plus de 50 mètres.

## Liste des 17 sites
Les sites sont :
- le site d'Odai Yamamoto ;
- le site de Kakinoshima (en) ;
- le site de Kitakogane ;
- le site de Tagoyano (en) ;
- le site funéraire de Kamegaoka (en) ;
- le site de Futatsumori (en) ;
- le site de Sannai Maruyama ;
- le site d'Ōfune (en) ;
- le site de Goshono (en) ;
- le site d'Irie ;
- le site funéraire de Takasago ;
- les cercles de pierres de Komakino (en) ;
- les cercles de pierres d'Isedotai (en) ;
- les cercles de pierres d'Oyu ;
- les cercles funéraires de Kiusu ;
- les cercles de pierres d'Omori Katsuyama (en) ;
- le site de Korekawa (en).